# Lyons Peak
El Pico del León (en inglés Lyons Peak) es un pico prominente en San Diego County. El área alrededor de la cima de la montana es un placa casi rectangular de área de protección natural Cleveland National Forest. Allí se encuentra también una torre de vigía forestal construido en el ano 1913.
No hay acceso público a la cima, la cual esta arrodeada por propiedad privada.